# Voithvilla

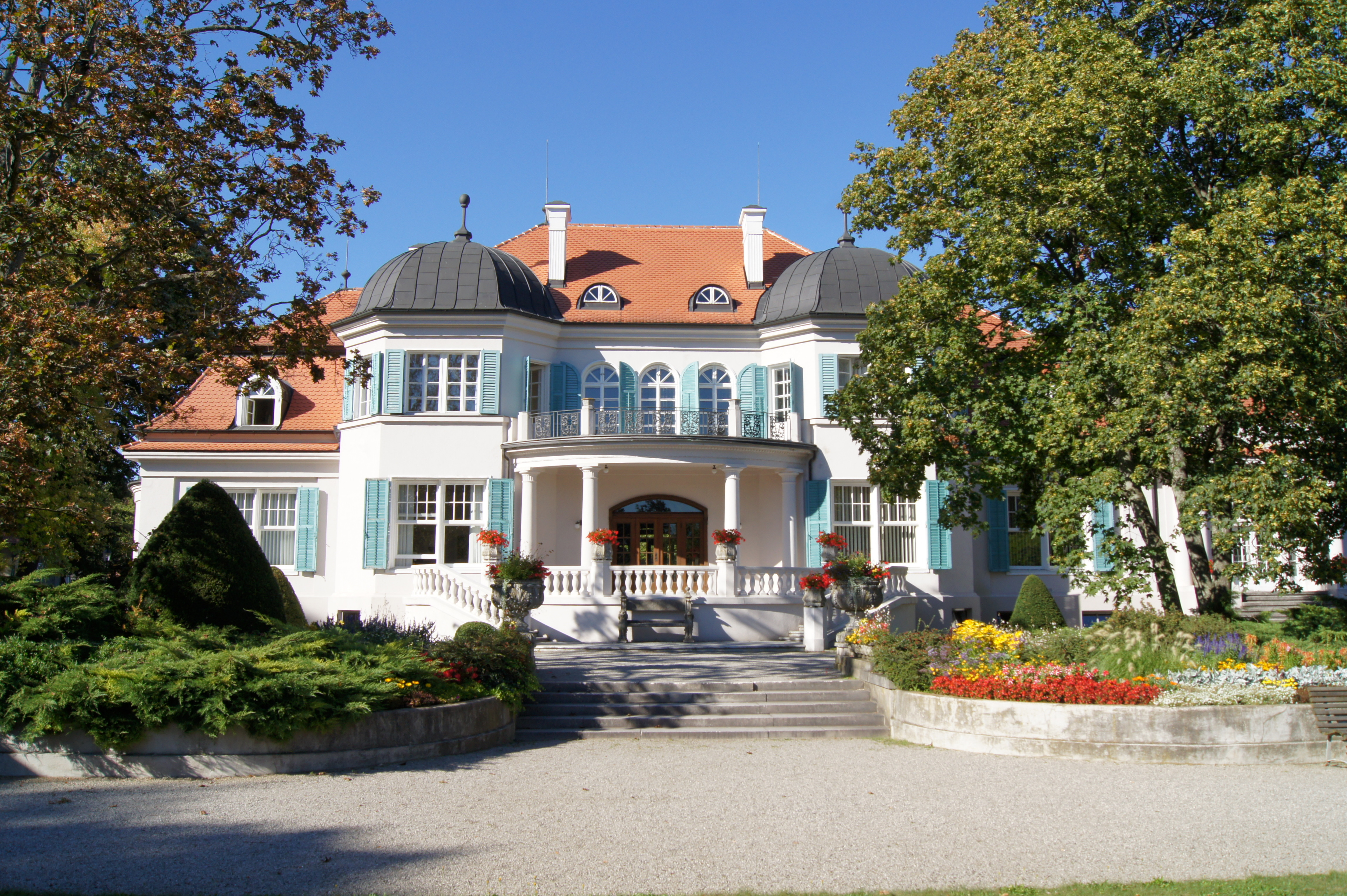
Gartenseite des Herrenhauses

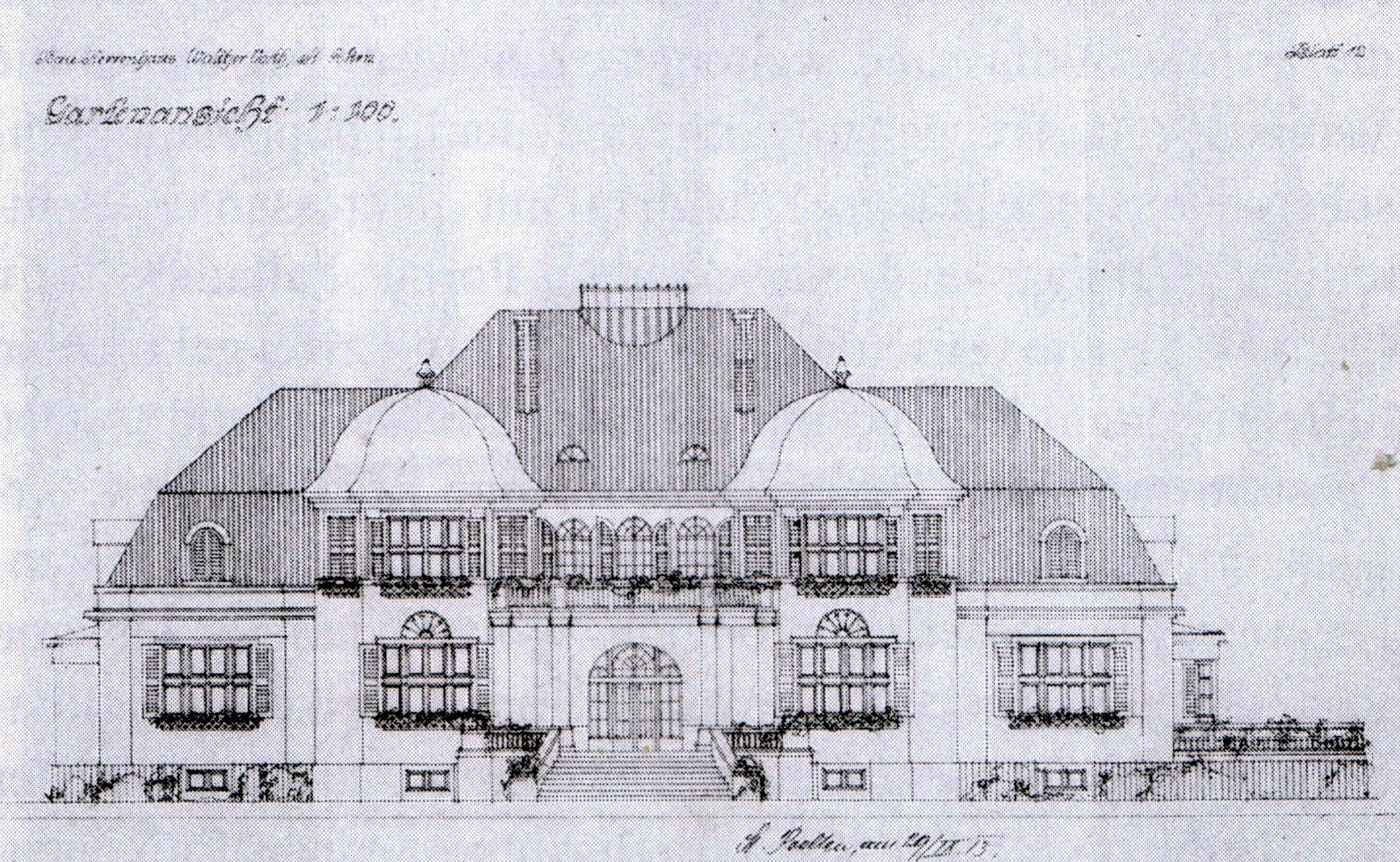
Aufriss der Gartenseite (1913)

Lageplan der heutigen Anlage

Die ehemalige Voithvilla in St. Pölten war das Wohnhaus des Industriellen Walther Voith und steht heute (Listeneintrag), mitsamt Pförtnerhaus (Listeneintrag), Umfriedung und Gartenpavillon (Listeneintrag), unter Denkmalschutz. Der neobarocke Herrenhauskomplex entstand in den Jahren 1910 bis 1917 und wurde 1922 und 1929 erweitert. Heute ist die Villa im Eigentum der Stadt St. Pölten, in ihr ist das Kulturheim Süd untergebracht, die Parkanlage ist öffentlich zugänglich und wird Südpark genannt.

## Geschichte
Die Firma Voith aus Heidenheim eröffnete 1903 in St. Pölten ein Zweigwerk. Walther Voith, einer der Söhne Friedrich Voiths, übernahm die Leitung der Fabrik. Er beauftragte nach einigen Jahren Rudolf Frass mit der Planung eines Herrenhauses. Das Pförtnerhaus und die Umfriedung entstanden 1910 bis 1911 als erster Bauschritt, ab 1913 folgte die Villa. Sie und der parkähnliche Garten waren 1917 fertiggestellt. Das Pförtnerhaus wurde 1922 und 1931 erweitert, die Villa wurde 1922 um den nordseitigen Wirtschaftstrakt erweitert und erhielt 1929 die ostseitige Veranda. Architekt der Umbauten des Herrenhauses war Alfred Keller.
Die Voith wurde 1945 unter USIA-Verwaltung gestellt und die Villa wurde als Kinderhort benutzt. Nach Ende der Besatzungszeit führte die Voith den Hort weiter, ehe der gesamte Komplex 1960 der Stadt St. Pölten geschenkt wurde. Sie führte das ehemalige Herrenhaus einer vorwiegend kulturellen Verwendung zu, heute befindet sich darin die Musikschule. Zudem finden verschiedene Veranstaltungen im nun Kulturheim Süd genannten Bauwerk statt, vom Magistrat werden auch standesamtliche Hochzeiten im Festsaal der Villa angeboten.

## Baubeschreibung

### Herrenhaus
Das ehemalige Herrenhaus liegt mit seiner Südseite dem parkartigen Garten zugewandt am nördlichen Rand des Grundstücks.
Das Mansarddach des bis 1913 errichteten Haupttraktes ist gestaffelt und reicht an den Seitenflügeln über das erste Obergeschoß. Die Nordfassade wird von einem mittig angeordneten Risalit dominiert, davor befindet sich unter einem großen, von vier Säulen getragenen Vordach das Hauptportal. Auf dem Risalit befindet sich ein umzäunter Aussichtsplatz. Die Gartenfassade hat beidseitig des Balkons im ersten Obergeschoß je einen oktogonalen Risalit mit eigenem Dachhelm. Unter dem halbrunden Balkon befindet sich eine Terrasse die von zwei geschwungenen Treppenarmen mit dem Vorplatz der Parkanlage verbunden wird. Die weißen Fenster sind im Original erhalten und sind von türkisen Fensterläden umgeben.

### Pförtnerhaus
Das Pförtnerhaus entstand als erstes Bauwerk des Ensembles im Jahr 1910. Der erste Bau wurde 1922 nach Plänen von Rudolf Jäger (Wien) erweitert, 1931 folgte ein weiterer Umbau.
Das ebenerdige, mit Mansarddach versehene Haus besitzt noch das originale Holzportal, im Vorbau befindet sich ein zweifärbiges Terrazzo und ein kleines Kreuzgratgewölbe.

### Parkanlage
Die Parkanlage wird dominiert von den beiden seitlichen Pergolen und dem Wasserbecken im südlichen Bereich. Im Nordbereich des Parks befindet sich ein kleiner Pavillon mit gedrehten Stützen. Im Park befinden sich zahlreiche Plastiken die Abgüsse von verschiedenen barocken Statuen darstellen. Die Vorlagen stehen unter anderem vor dem Schwaighof und dem Schloss Wasserburg.

## Galerie

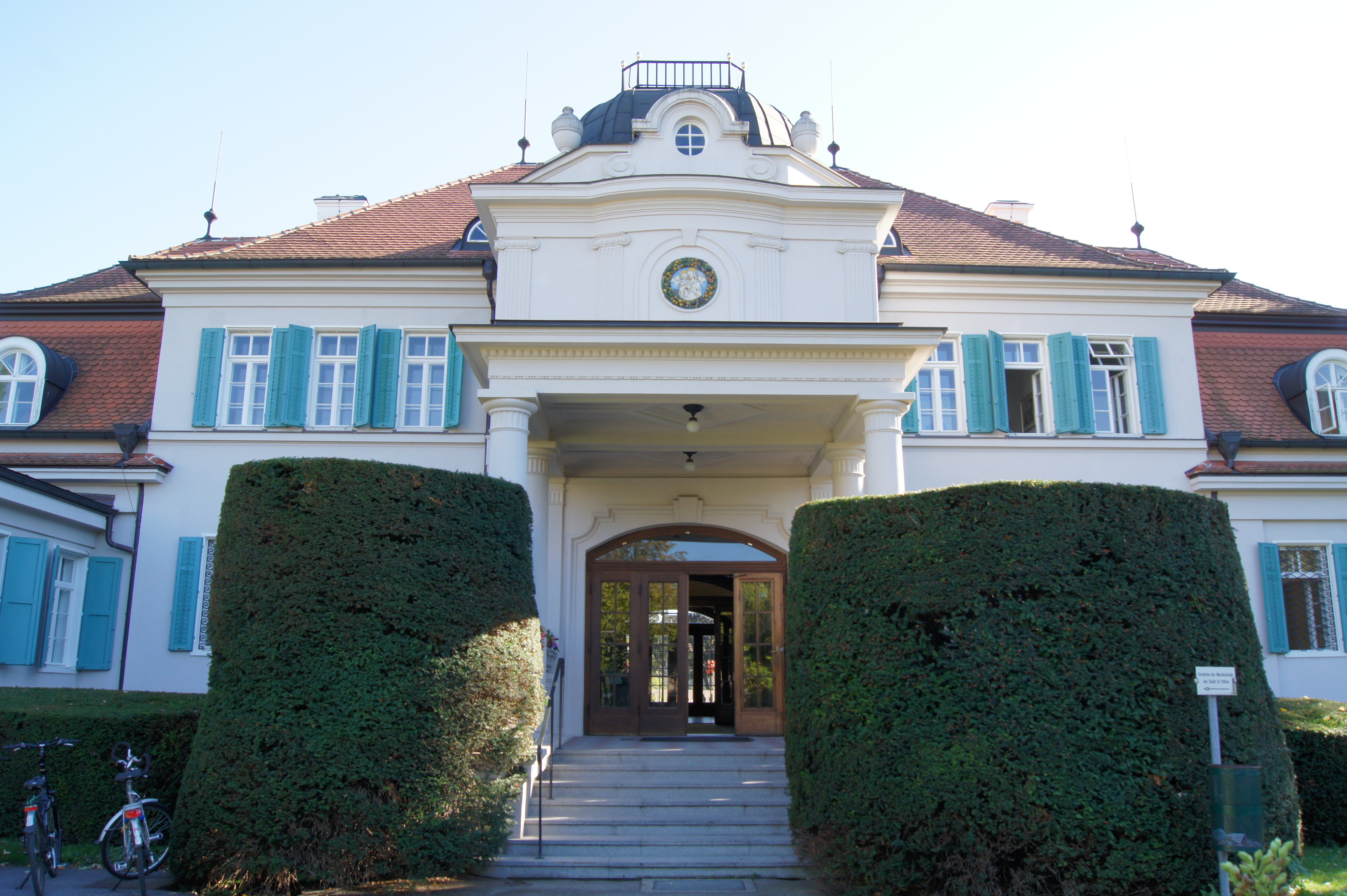
Das Portal der Nordseite des Herrenhauses
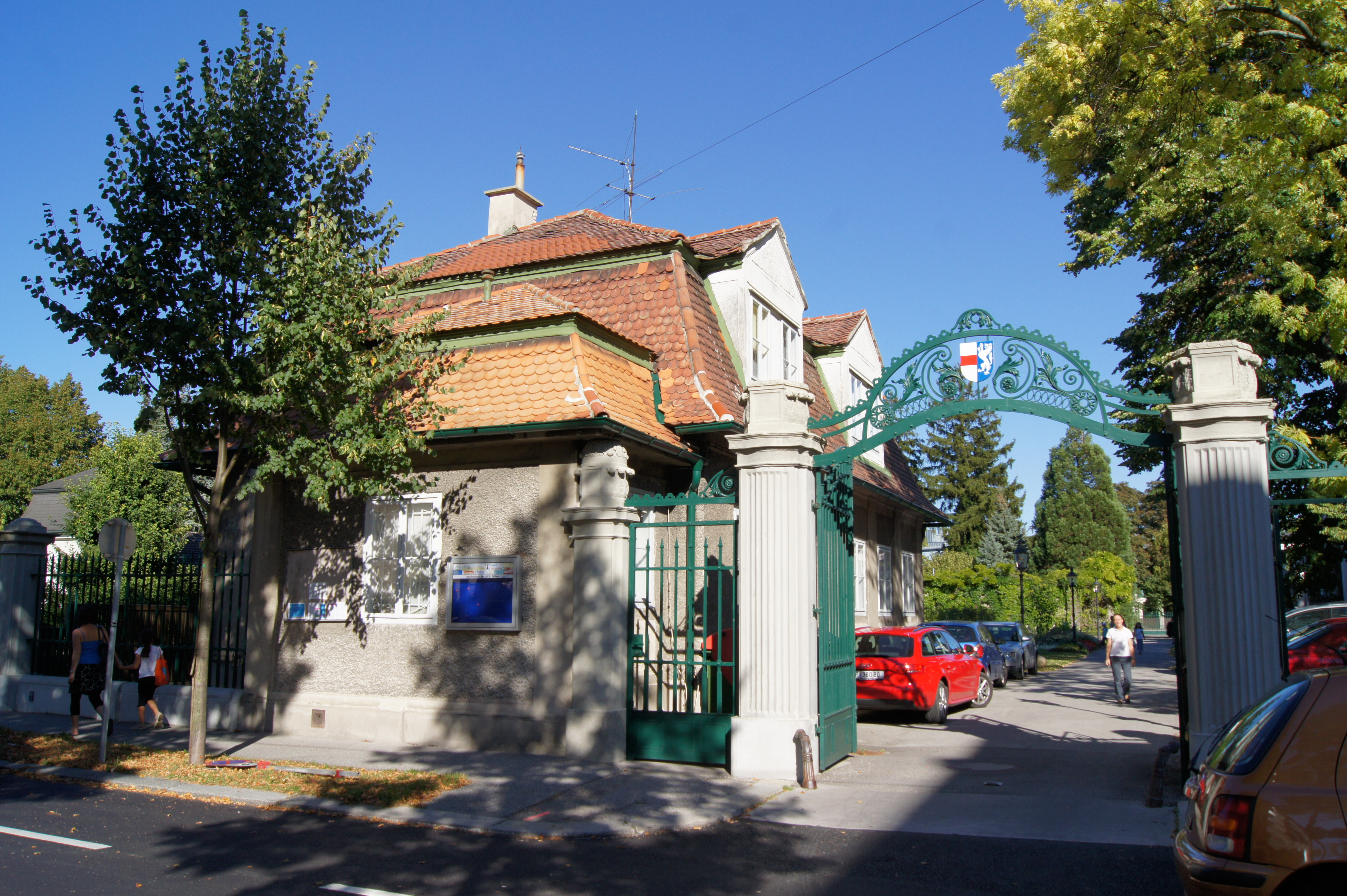
Das Pförtnerhaus von der Straße aus gesehen
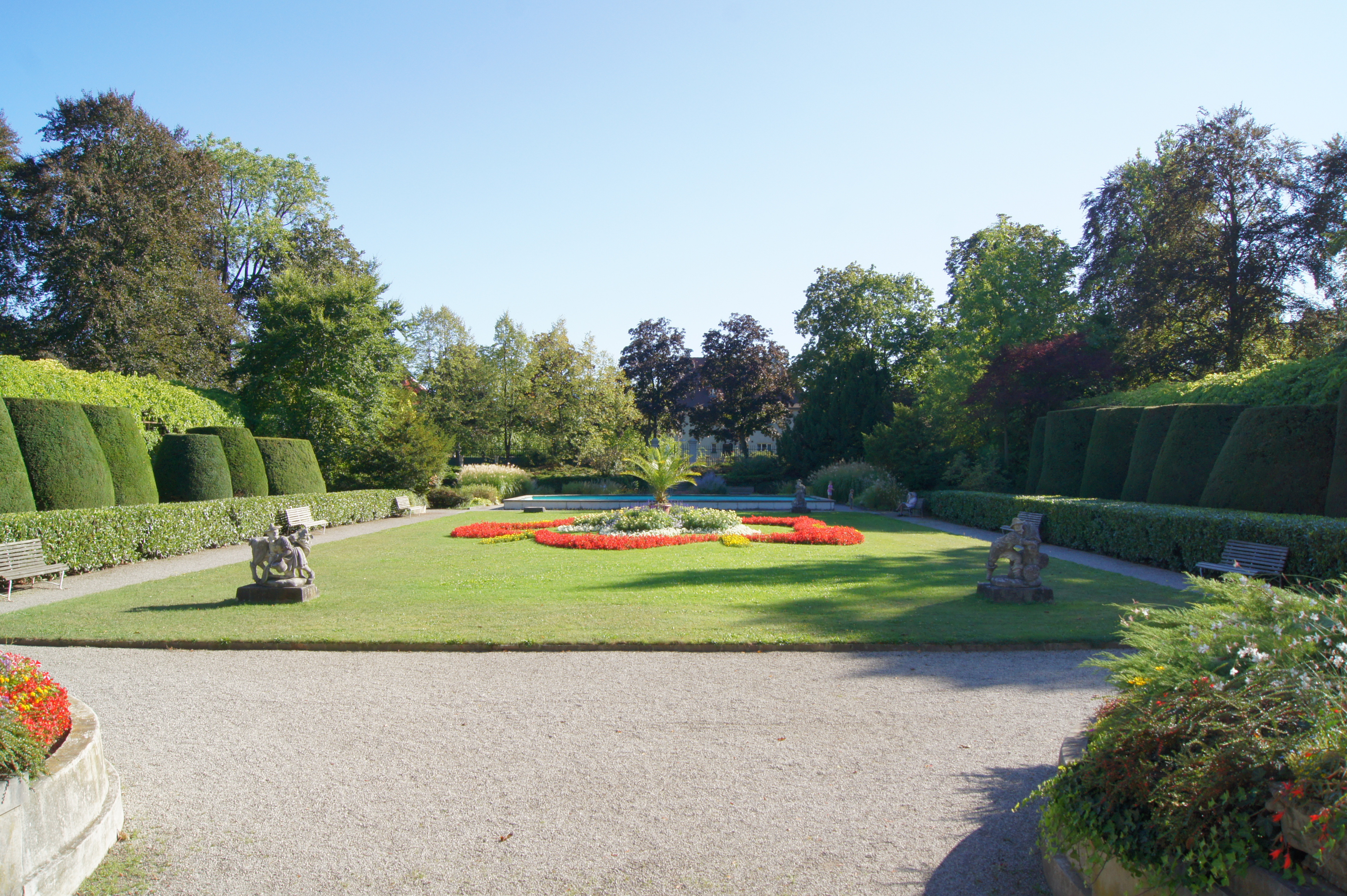
Die Parkanlage vom Herrenhaus aus
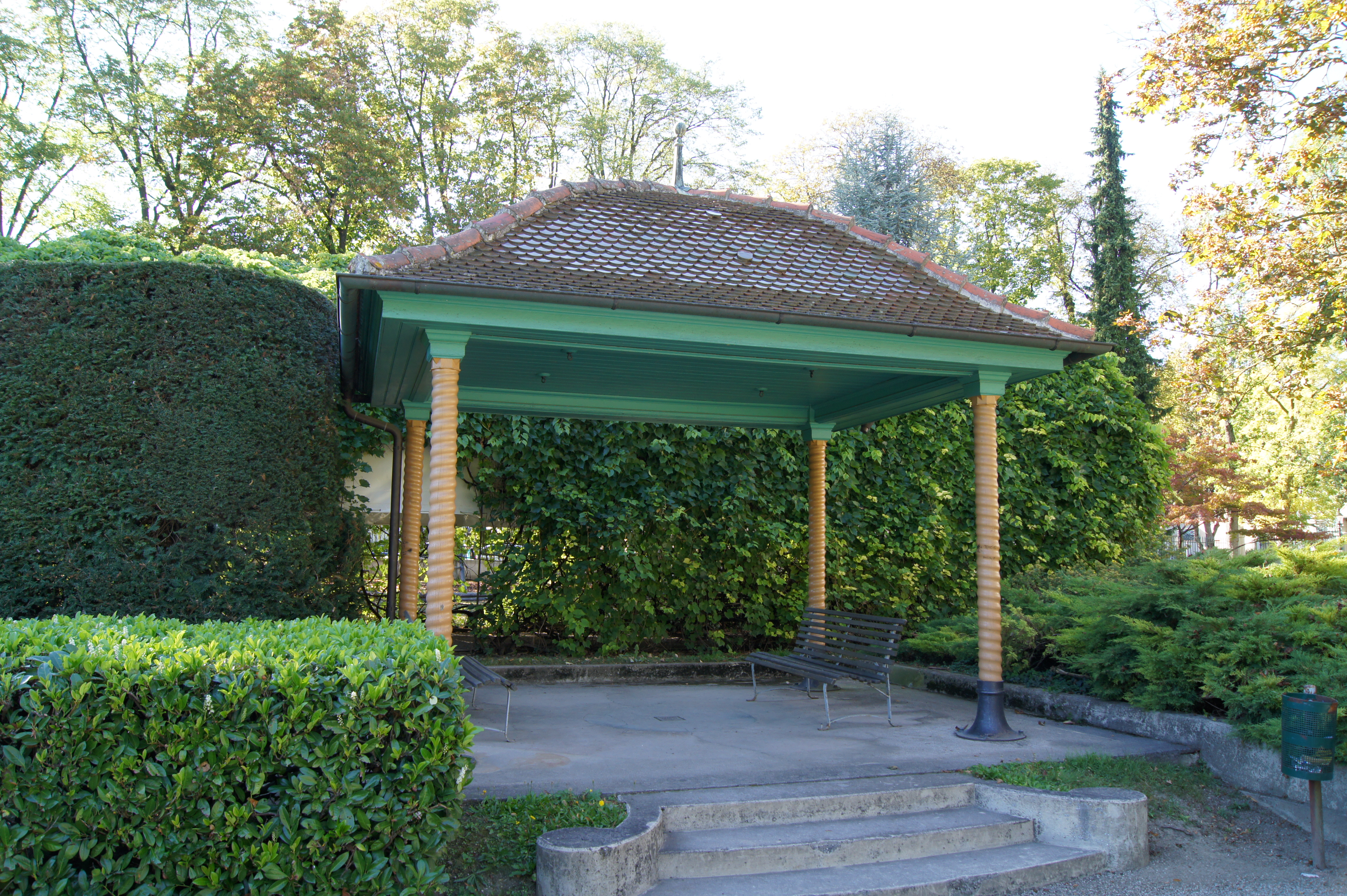
Der Pavillon im Park
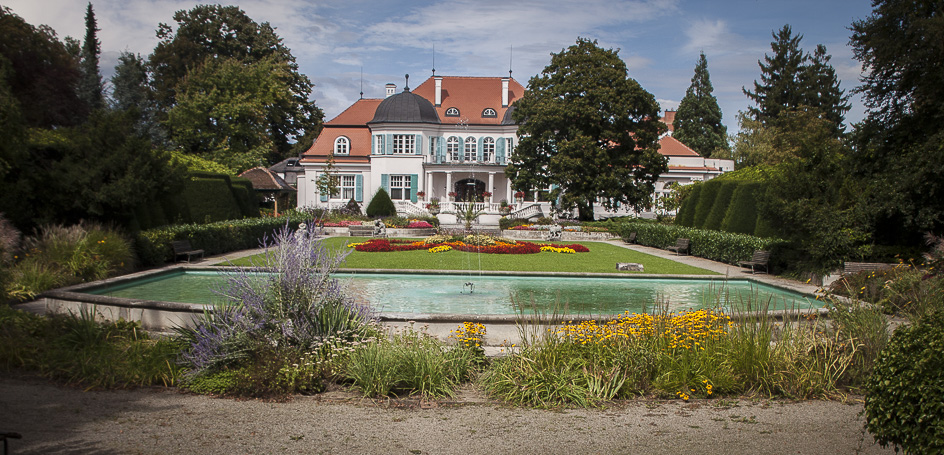
Ehemalige Voith-Villa in St. Pölten, heute Kulturheim Süd der Stadt
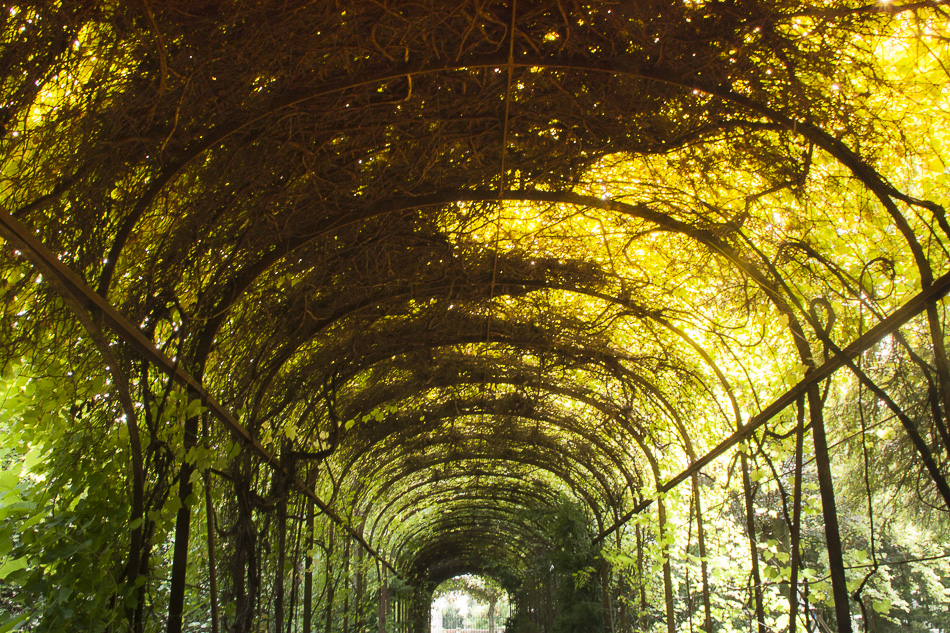
Detail aus dem Park des Kulturheimes Süd, St. Pölten
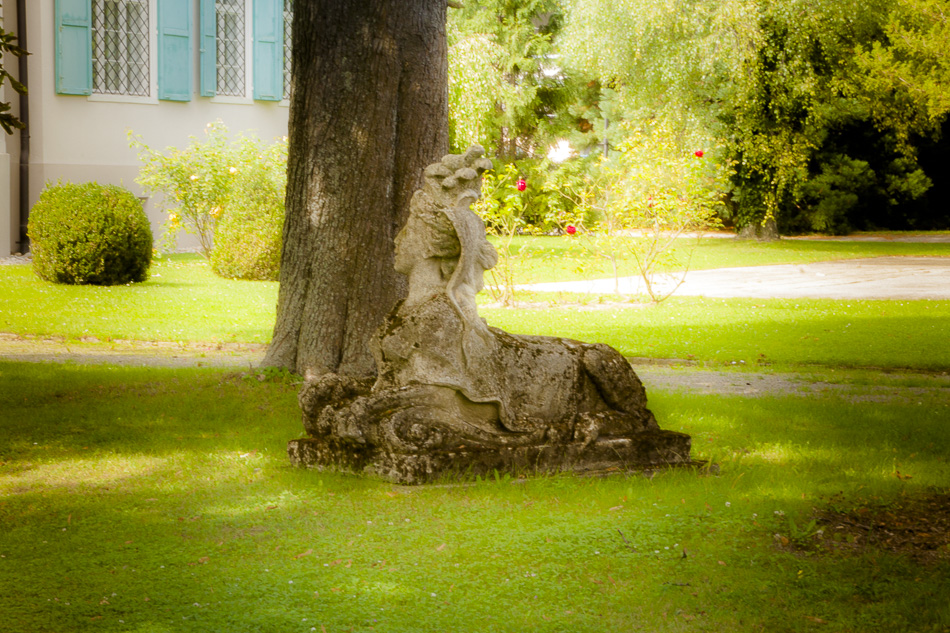
Detail aus dem Park des Kulturheimes Süd, St. Pölten
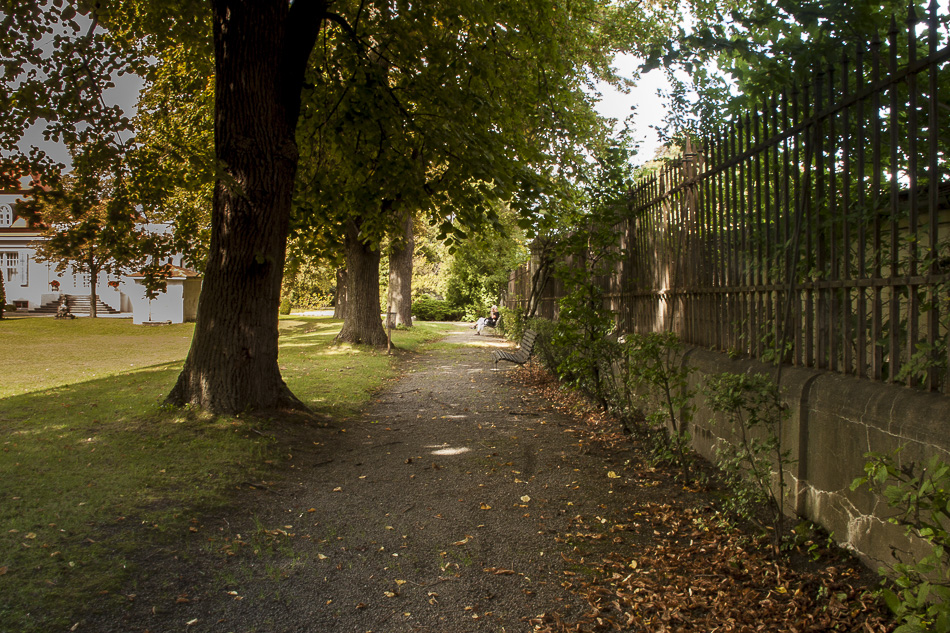
Detail aus dem Park des Kulturheimes Süd, St. Pölten